# Inga callierastis
Inga callierastis är en fjärilsart som beskrevs av Edward Meyrick 1920. Inga callierastis ingår i släktet Inga och familjen praktmalar, Oecophoridae. Inga underarter finns listade i Catalogue of Life.